# Pentapycnon
Genre
Pentapycnon est un genre de pycnogonides de la famille des Pycnogonidae.

## Liste des espèces
Selon PycnoBase :
- Pentapycnon bouvieri Pushkin, 1993
- Pentapycnon charcoti Bouvier, 1910
- Pentapycnon geayi Bouvier, 1911

## Référence
- Bouvier, 1910 : Les Pycnogonides à cinq paires de pattes recueillis par la Mission antarctique Jean Charcot à bord du Pourquoi Pas?. C.R. Séanc. Hebd. Acad. Sci., Paris, vol. 151, p. 26-32 (texte original).